# تشارلي بيل (لاعب كرة قدم)
تشارلي بيل (بالإنجليزية: Charlie Bell)‏ (14 نوفمبر 1958 في المملكة المتحدة - ) هو لاعب كرة قدم بريطاني في مركز الوسط. لعب مع نادي ميدلزبره ونادي سكاربورو ونادي مانسفيلد تاون.

## وصلات خارجية
- تشارلي بيل على موقع قاعدة بيانات كرة القدم.إي يو (الإنجليزية)